# Spermophora tumbang
Spermophora tumbang är en spindelart som beskrevs av Huber 2005. Spermophora tumbang ingår i släktet Spermophora och familjen dallerspindlar. Inga underarter finns listade i Catalogue of Life.